# Cyathea pseudomuelleri
Cyathea pseudomuelleri är en ormbunkeart som beskrevs av Holtt. Cyathea pseudomuelleri ingår i släktet Cyathea och familjen Cyatheaceae. Inga underarter finns listade.